# Joseph Hürten
Joseph Hürten (* 29. Juni 1899 in Brühl; † 15. Mai 1977 ebenda) war ein deutscher Kommunalpolitiker und ehrenamtlicher Landrat (CDU).

## Leben und Beruf
Nach dem Schulbesuch absolvierte Hürten eine Lehrerausbildung und war in diesem Beruf tätig. Seit 1922 war er Lehrer an der Clemens-August-Schule in Brühl, zuletzt 18 Jahre als Rektor. Hürten war 1933 für das Zentrum in den Stadtrat gewählt worden und 1945 Gründungsmitglied der CDU in Brühl.
Er war verheiratet und hatte vier Kinder.

## Abgeordneter
- Mitglied des Kreistages des Landkreises Köln war er von 1961 bis 1969.
- Mitglied des Stadtrates der Stadt Brühl von 1945 bis 1964.

## Öffentliche Ämter
Vom 29. März 1961 bis zum 27. November 1969 war er Landrat des ehemaligen Kreises Köln. Ferner war Hürten von 1946 bis 1947, von 1950 bis 1956 und von 1958 bis 1961 Bürgermeister in Brühl. 1947 musste Hürten das Amt des Bürgermeisters aufgeben, da die Britische Besatzungsmacht verfügte, dass Lehrer kein politisches Mandat ausüben durften.
Hürten war in verschiedenen Gremien des Landkreistages Nordrhein-Westfalen tätig.

## Ehrungen
Am 23. Juni 1969 wurde Hürten zum Ehrenbürger der Stadt Brühl ernannt. Die Joseph-Hürten-Straße in Brühl wurde nach ihm benannt.